# Robert Lee (Cidade, Texas)
Robert Lee é uma cidade localizada no estado norte-americano de Texas, no Condado de Coke.

## Demografia
Segundo o censo norte-americano de 2000, a sua população era de 1171 habitantes.
Em 2006, foi estimada uma população de 1071, um decréscimo de 100 (-8.5%).

## Geografia
De acordo com o United States Census Bureau tem uma área de
3,0 km², dos quais 3,0 km² cobertos por terra e 0,0 km² cobertos por água. Robert Lee localiza-se a aproximadamente 557 m acima do nível do mar.

## Localidades na vizinhança
O diagrama seguinte representa as localidades num raio de 44 km ao redor de Robert Lee.